# Belgische Badminton-Mannschaftsmeisterschaft 2021/22
Die Belgische Badminton-Mannschaftsmeisterschaft 2021/22 bestand aus einer einfachen Vorrunde im Modus Jeder-gegen-jeden und anschließenden Playoffs und Playdowns. Meister wurde der Klub W&L.

## Vorrunde
| Platz | Team                | Punkte | Spiele | G | U | V | Spielpunkte |   |    | Sätze |   |    | Bälle |   |      |
| ----- | ------------------- | ------ | ------ | - | - | - | ----------- | - | -- | ----- | - | -- | ----- | - | ---- |
| 1     | W&L                 | 12     | 6      | 6 | 0 | 0 | 38          | - | 10 | 83    | - | 32 | 2268  | - | 1913 |
| 2     | Badmintonclub Hebad | 9      | 6      | 4 | 1 | 1 | 25          | - | 23 | 61    | - | 54 | 2108  | - | 2063 |
| 3     | DZ99                | 8      | 6      | 3 | 2 | 1 | 30          | - | 18 | 67    | - | 49 | 2183  | - | 1994 |
| 4     | Lokerse BC          | 5      | 6      | 2 | 1 | 3 | 23          | - | 25 | 52    | - | 59 | 2000  | - | 2098 |
| 5     | Lebad Kortrijk      | 5      | 6      | 2 | 1 | 3 | 20          | - | 28 | 52    | - | 60 | 2008  | - | 2043 |
| 6     | Pluimplukkers BC    | 2      | 6      | 0 | 2 | 4 | 18          | - | 30 | 42    | - | 66 | 1916  | - | 2072 |
| 7     | BAD 79              | 1      | 6      | 0 | 1 | 5 | 14          | - | 34 | 40    | - | 77 | 1983  | - | 2283 |

## Playdowns
| Platz | Team             | Punkte | Spiele | G | U | V | Spielpunkte |   |    | Sätze |   |    | Bälle |   |     |
| ----- | ---------------- | ------ | ------ | - | - | - | ----------- | - | -- | ----- | - | -- | ----- | - | --- |
| 1     | Pluimplukkers BC | 3      | 2      | 1 | 1 | 0 | 11          | - | 5  | 24    | - | 12 | 697   | - | 582 |
| 2     | Lebad Kortrijk   | 2      | 2      | 0 | 2 | 0 | 8           | - | 8  | 18    | - | 20 | 651   | - | 720 |
| 3     | BAD 79           | 1      | 2      | 0 | 1 | 1 | 5           | - | 11 | 13    | - | 23 | 628   | - | 674 |

## Halbfinale
- W&L – DZ99: 6:2
- Badmintonclub Hebad – Lokerse: 7:1

## Finale
- W&L – Badmintonclub Hebad: 5:3